# いばら (曲)
「いばら」（英語: ibara）は、日本の歌手・Adoの楽曲。作詞作曲はシンガーソングライターのVaundy。
メジャー16作目の配信限定シングルとして2023年5月9日にリリースされた。
フジテレビ系列「めざましテレビ」2023年度のオープニングテーマに起用されている。